# Botafoc

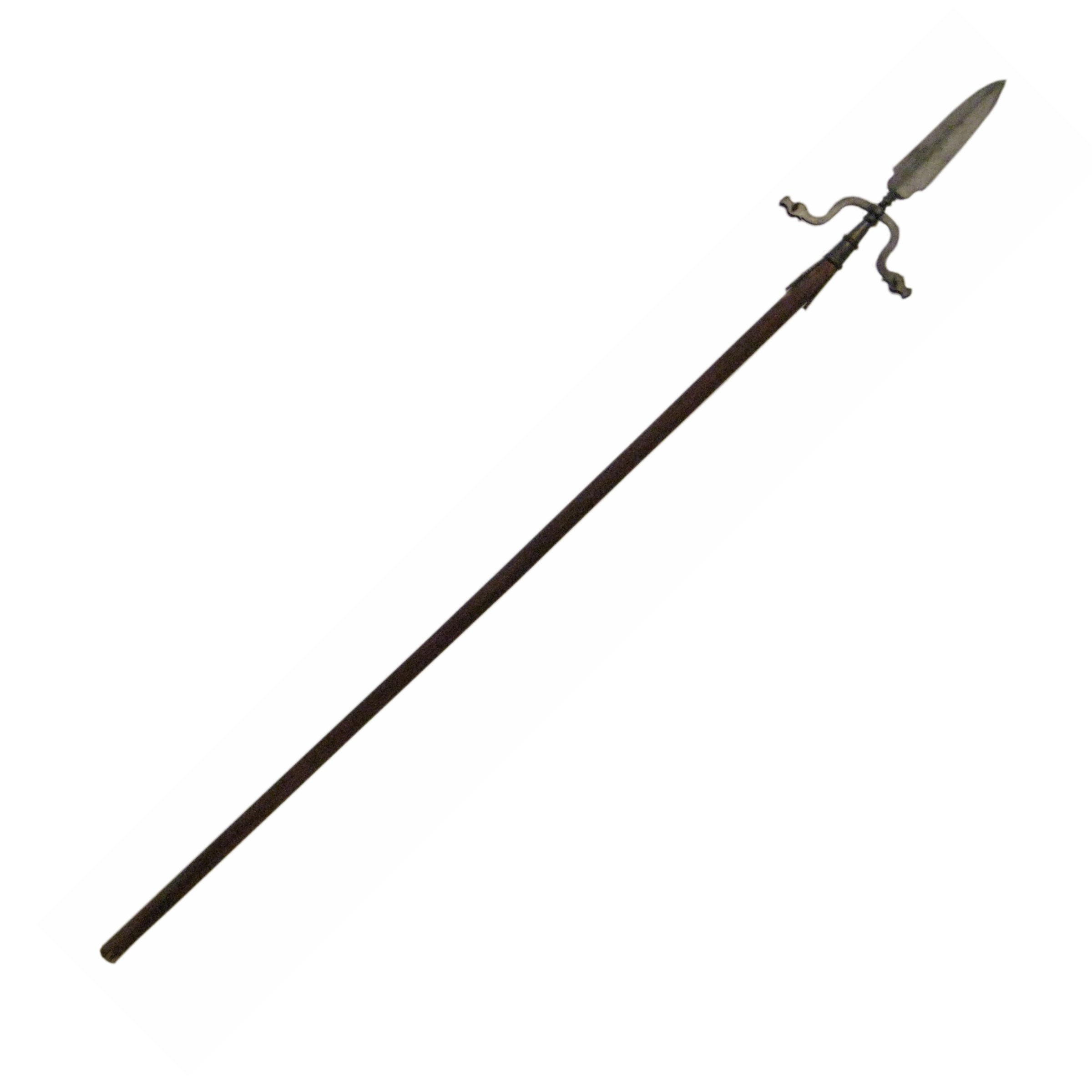
Botafoc

Un botafoc era un bastó que portava al cap una forca que sostenia una metxa encesa que en aplicar-lo a l'orella del canó encenia la pólvora i el disparava. Actualment és un element pirotècnic utilitzat en els correfocs per encendre les carretilles o altres elements pirotècnics. Consta d'un tub de cartró que es consumeix lentament al mateix moment que aquest deixa anar una flama verda o blanca (segons la composició).
Per extensió, al món dels diables també és diu botafoc per a la persona que el porta i el proveeix de foc mitjançant un botafoc, torxa o encenedor. Es diu també botafoc d'una persona busca-raons, que provoca o incita a barallar-se.